# Cầu mây tại Đại hội Thể thao Đông Nam Á 1977
Cầu mây tại Đại hội Thể thao Đông Nam Á năm 1977 là một trong những nội dung thi đấu chính thức tại kì SEA Games này, diễn ra vào ngày 25 tháng 11 năm 1977 tại hai sân vận động: Stadium Negara và Chin Woo Stadium ở Kuala Lumpur, Malaysia.

## Kết quả
| Hạng | Quốc gia        |
| ---- | --------------- |
| 1    | Malaysia (MAS)  |
| 2    | Thái Lan (THA)  |
| 3    | Singapore (SIN) |
| 4    | Miến Điện (BIR) |